# Wieselburská kultura
Wieselburská kultura (zastarale mošonská kultura; v Maďarsku nazývaná typ Gata) byla kultura na malém území Burgenlandu a v Dolním Rakousku (Hainburg-Teichtal, Gattendorf (maďarsky Gata), Hofmannshof u Bad Fischau), v přilehlém Zadunají a na Slovensku (Bratislava-Rusovce, Bratislava-Podunajské Biskupice, Branč; sekundárně i Blatné, Chorvátsky Grob, Senec a Veľký Grob) ve starší době bronzové (asi po 1600 př. Kr. podle konvenčního datování a po 1850 př. Kr. dle novějšího datování). 
Pojmenována je podle naleziště Mošon (německy Wieselburg).
Časté jsou menší ploché kostrové pohřebiště. Pohřebiště wieselburské kultury v Rusovciach přineslo kromě keramických nálezů i bronzový, zlatý a stříbrný šperk, mořské mušle a jantar. Keramika je nejčastěji dvojuchá nádoba v podobě přesýpacích hodin s plastickou výzdobou.
Některé nálezy se označují jako wieselbursko-únětická kultura (např. Veľký Grob).